# Tenuipetiolus ruber
Tenuipetiolus ruber is een vliesvleugelig insect uit de familie Eurytomidae. De wetenschappelijke naam is voor het eerst geldig gepubliceerd in 1951 door Bugbee.